# Liz Sheridan
Elizabeth „Liz” Sheridan, właśc. Elizabeth Ann Sheridan (ur. 10 kwietnia 1929 w Rye, w Nowym Jorku, zm. 15 kwietnia 2022 w Nowym Jorku) – amerykańska aktorka. Wystąpiła w sitcomach NBC – Alf (1986–1990) jako Raquel Ochmonek i Kroniki Seinfelda (1990–1998) w roli Helen Seinfeld, matki Jerry’ego (Jerry Seinfeld).

## Filmografia

### Filmy
- 1982: Jekyll i Hyde... Znowu razem (Jekyll & Hyde... Together Again) jako pani Larson
- 1983: Star 80 jako makijażystka
- 1985: Anioł zemsty (Avenging Ange) jako pielęgniarka
- 1986: Orły Temidy (Legal Eagles) jako mała starsza pani
- 1987: Kim jest ta dziewczyna? (Who’s That Girl) jako pielęgniarka
- 1991: Koleje losu (Changes, TV) jako pani Hahn
- 1992: Tylko ty (Only You) jako pani Stein
- 1993: Rozgniatacz mózgów (Brain Smasher... A Love Story) jako Ma Molloy
- 1995: Na tropie zbrodni. Z reporterskich zapisków Edny Buchanan (Deadline for Murder: From the Files of Edna Buchanan) jako Wendy Padison
- 1995: Zapomnij o Paryżu (Forget Paris) jako kobieta w samochodzie

### Seriale
- 1977: Kojak jako Rose
- 1982: Gimme a Break! jako pielęgniarka Whales
- 1983: Drużyna A (The A-Team) jako Tina Lavelle
- 1983: Strach na wróble i pani King (Scarecrow and Mrs. King) jako Lydia Lowell
- 1984: Riptide jako sekretarka komandora Everitta
- 1985: Detektyw Remington Steele (Remington Steele) jako kobieta w korytarzu
- 1985: Na wariackich papierach (Moonlighting) jako Selma
- 1985: Who’s the Boss? jako Gertrude
- 1985: Santa Barbara jako pielęgniarka Greta Bayley
- 1985: Drużyna A (The A-Team) jako Hildegard Henderson
- 1986: Cagney i Lacey (Cagney & Lacey) jako dr Vernon
- 1986: Posterunek przy Hill Street (Hill Street Blues) jako Dorothy Miskin
- 1986–1990: ALF jako Raquel Ochmonek
- 1987: Detektyw Remington Steele (Remington Steele) jako Greta Swenson
- 1990–1998: Kroniki Seinfelda (Seinfeld) jako Helen Seinfeld
- 1991: Napisała: Morderstwo (Murder, She Wrote) jako Rose Tessler
- 1992: Melrose Place jako klientka
- 1994–1997: Świat według Ludwiczka (Life with Louie) jako pani Stillman
- 1995: Sliders jako pani Miller
- 2005: Wzór (Numb3rs) jako Landlady
- 2005: Świat według Dzikich (Complete Savages) jako pani O’Hara
- 2007: Amerykański tata (American Dad!) jako pani Rothberg (głos)